# Philippe Chatrier
Philippe Chatrier (Créteil, 2 febbraio 1926 – Dinard, 23 giugno 2000) è stato un tennista, giornalista e dirigente sportivo francese, presidente della Fédération française de tennis per 20 anni, dal 1973 al 1993, e della Federazione Internazionale Tennis per 14 anni, dal 1977 al 1991.

## Carriera

### Giocatore
Fra il 1948 e il 1950 fu membro della Squadra francese di Coppa Davis. Nel 1953 giocò il suo ultimo Torneo di Wimbledon, quindi si ritirò e divenne giornalista: già in quell'anno fondò Tennis de France e successivamente lavorò per Paris-Presse.

### Dirigente
Prese parte nel 1968 al processo che rivoluzionò il tennis fondendo amatori e professionisti.
In quel periodo era appena diventato vicepresidente della Federazione Tennistica Francese (Fédération française de tennis), carica coperta fino al 1973. Nel 1969 fu anche capitano della squadra francese di Coppa Davis.  Nel 1973 divenne presidente della FFT, quindi assunse anche la carica di presidente dell'International Tennis Federation nel 1977.
Sotto la sua direzione il tennis tornò ad essere disciplina olimpica: come sport dimostrativo a Los Angeles 1984 e a pieno titolo a Seul 1988. Nel 1988 divenne membro del Comitato Olimpico Internazionale.
Si è dimesso dall'International Tennis Federation nel 1991 e dalla federazione francese due anni più tardi. Nel 1992 è stato introdotto nell'International Tennis Hall of Fame.
Un anno dopo la sua morte, avvenuta in ospedale a Dinard il 23 giugno del 2000, gli è stato intitolato il "Court Central" dello Stade Roland Garros, l'impianto che ospita gli Open di Francia.

## Vita privata
Si sposò con Susan Partridge, campionessa francese di tennis 1953, da cui in seguito divorziò per risposarsi poi con la golfista Claudine Cros.
Il figlio maggiore, Jean-Philippe Chatrier, è un attore.